# Combate de Punta Colares
El Combate de Punta Colares (también citado como de Punta Collares o Corales) fue el primer enfrentamiento entre las escuadras de la República Argentina (por esos tiempos también llamada Provincias Unidas del Río de la Plata) y del Imperio del Brasil durante la guerra que enfrentó a ambas naciones entre 1826 y 1828.

## Antecedentes
Con la excusa de combatir a las fuerzas de José Gervasio Artigas, los lusobrasileños invadieron entre 1816 y 1820 la Provincia Oriental y la incorporaron al Reino Unido de Portugal, Brasil y Algarve con el nombre de Provincia Cisplatina. Tras la Independencia de Brasil en 1822, el emperador Pedro I mantuvo la ocupación.
El 19 de abril de 1825 con el apoyo de Buenos Aires, Santa Fe y Entre Ríos, una pequeña expedición que pasaría a la historia como de los Treinta y Tres Orientales desembarcó en las costas orientales del río Uruguay iniciando un levantamiento generalizado de la campaña. El Congreso de la Florida solicitó reincorporarse a las Provincias Unidas del Río de la Plata, lo que fue aceptado por el Congreso Argentino ocasionando que Brasil declarara la guerra, paso que dieron a su vez las Provincias Unidas el 1 de enero de 1826.
La República Argentina puso al mando del ejército a Carlos María de Alvear, mientras que encargó al almirante Guillermo Brown la conformación de una escuadra. Brasil contaba con el doble de efectivos mientras que su flota (80 unidades, algunas de gran porte) era varias veces superior en número y potencia de fuego a la pequeña flota republicana. La escuadra brasileña estableció rápidamente un bloqueo, al que la República respondió con acciones de corso y salidas audaces de su exigua escuadra.
A comienzos de febrero de 1826 la Asamblea Legislativa eligió a Bernardino Rivadavia como presidente de la República.
El momento político y el fervor patriótico de la opinión pública, junto a su carácter personal, impulsaron a Guillermo Brown a efectuar su primera salida en gran escala desde su nombramiento como comandante de la Armada Argentina.

## Acciones iniciales

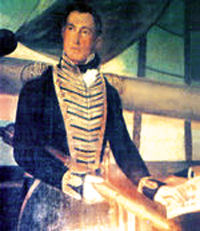
Brown (óleo de F.Goulu, 1825).

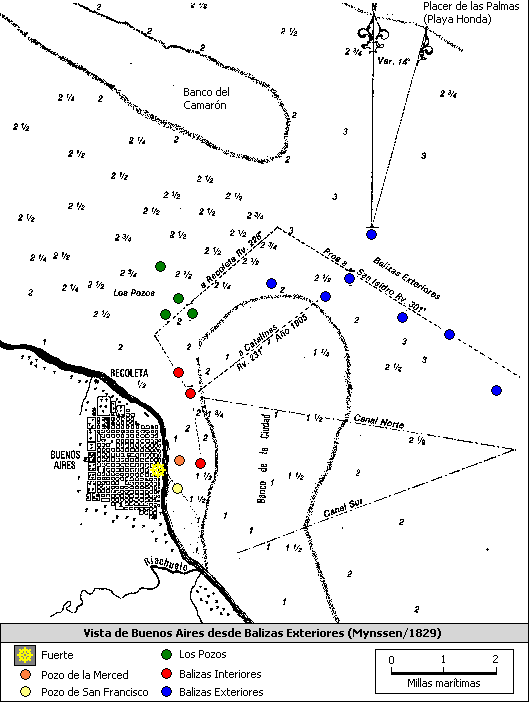
Buenos Aires, Río de la Plata.

A las 6:30 de la mañana del 9 de febrero con viento favorable y sin indicios a la vista de la fuerza bloqueadora brasileña zarpó conduciendo a su escuadra por el canal hasta Balizas Exteriores. A la cabeza iba la corbeta 25 de Mayo, buque insignia comandado por el capitán Enrique Parker, seguido de los bergantines Congreso Nacional (capitán Guillermo Mason), República Argentina (teniente Roberto Beazley) y General Belgrano (coronel Juan Bautista Azopardo, segundo al mando), marchando en retaguardia la goleta Sarandí (sargento mayor Martín Warnes), el General Balcarce comandado por el sargento mayor Bartolomé Cerretti con nueve cañoneras a su mando conjunto y la goleta Pepa (teniente Víctor Francisco Dandreys).
Durante cuatro horas la escuadra gobernó rumbo ESE a velocidad moderada cuando se avistó al sudeste la escuadra imperial al mando del vicealmirante José Rodrigo Ferreira Lobo. Estaba compuesta por las corbetas Liberal (insignia), Itaparica (comodoro Diogo Jorge de Brito) y Maceió, los bergantines 29 de Agosto (teniente John Rogers Gleddon), Real Pedro, Rio da Prata y Caboclo, los bergantines goleta Dona Januária y Pará, las goletas Conceição y Libertade do Sul y las cañoneras Leal Paulistana, Montevideana y N° 8, superando en potencia de fuego a la argentina en relación de 3 a 2, pese a lo cual Brown mantuvo el rumbo que convergía con el enemigo en la punta de Monte Santiago (Ensenada), en cercanías del banco al sur de la ciudad, pero también cerca de la estrecha embocadura del canal de acceso a ese puerto alternativo lo que eventualmente le permitiría maniobrar a una posición segura.
Sin embargo, a las 11:00 cuando las escuadras se encontraban a solo 9 millas el viento cambió al norte por lo que Brown se vio forzado a modificar su rumbo en esa dirección, hacia el centro del Río de la Plata, seguido cautelosamente por los brasileros. A las 13:00, ya a la vista de Colonia del Sacramento, el viento cambió nuevamente a NNE.
Pese a que había puesto significativa distancia de sus perseguidores y podía retornar a puerto, Brown resolvió aprovechar el viento para cargar sobre la línea enemiga. Volviendo sobre su rumbo previo y tras unirse a las unidades de su flota que menos veleras (el Balcarce y las cañoneras) no habían podido mantener el ritmo, a las 14:30 formó a sus naves en línea de batalla y marchó rumbo ESE para interceptar al enemigo.

## El combate
El 25 de Mayo llegó muy adelantada al resto de la formación por lo que quedó al alcance de los cañones de la Itaparica y la Liberal que marchaban a la vanguardia de la escuadra brasilera, a las que pronto se unieron las restantes. La débil brisa hizo que la aproximación de la escuadra argentina fuese en extremo lenta por lo que la 25 de Mayo soportó durante cerca de una hora el fuego concentrado de toda la escuadra imperial, que en ese momento reunía 14 buques y más de 150 piezas de artillería. Las naves principales republicanas fueron finalmente sumándose al combate pero manteniéndose en la máxima distancia de fuego, no así las lentas cañoneras. A las 15:30 la 25 de Mayo comenzó a alejarse sorpresivamente rumbo NNO.

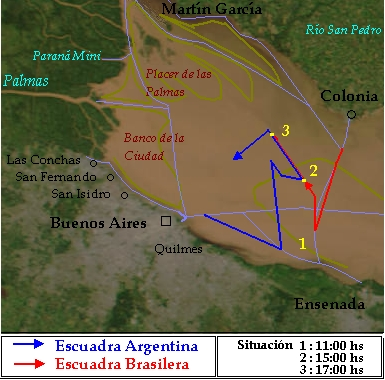
Combate de Punta Colares.

Algunos de los comandantes no vieron la señal de la insignia pero viraron desordenadamente para seguirla, quedando en la maniobra expuestos al fuego enemigo: "tendida la línea al E.S.S., cuya señal previno de la capitana con anticipación fue obedecida por todos, al tiempo de iniciar el combate, aquella viró de borda al N.N.O., sin dar para ello la señal correspondiente, ni advertencia alguna y que de resulta de esta impensada maniobra quedaron los demás buques a sotavento, luchando con enorme dificultad para cambiar el frente y formar la segunda línea en la nueva dirección quedando éste en el siguiente orden: fragata 25 de Mayo, por su popa el Congreso, y éntre ambos la goleta Sarandí; por proa de la misma el Belgrano y por la de éste el República, atrás a distancia, el Balcarce, las cañoneras y el buque hospital."
Las corbetas brasileñas siguieron a las naves argentinas cañoneando a distancia hasta que el 29 de Agosto divisó las cañoneras y se dirigió contra ellas, por lo que Brown cambió su rumbo formando a las 17:00 en línea para cubrir su retirada. El fuego se mantuvo hasta las 18 en que Brown se retiró al SO rumbo a Buenos Aires intentando atraer sin resultado a las naves de mayor calado de Lobo hacia los bancos de arena del río.

## Consecuencias
La escuadra republicana tuvo 6 muertos y 15 heridos y daños moderados en sus principales buques, mientras que la imperial según los partes oficiales tuvo 3 muertos, entre ellos Gleddon, el comandante de la 29 de Agosto, y 5 heridos, incluyendo a Brito, comandante de la Itaparica.
Apenas arribado a puerto, Brown dirigió un despacho al comandante de marina José Matías Zapiola criticando duramente el desempeño de los comandantes de su escuadra, Beazley, Warnes, Mason y Azopardo, por considerar que habían permanecido voluntariamente lejos de la acción y que su conducta había impedido una decidida victoria.
La reacción al poco meditado informe de Brown fue inmediata y los involucrados fueron relevados y sujetos a consejo de guerra que se reunió el 16 de agosto de 1826. En diciembre el tribunal libró a los cuatro capitanes de culpa, considerando que habían actuado apropiadamente, que su demora en entrar en combate había sido producto de la mayor velocidad de la nave insignia y de la falta o insuficiencia de señales e instrucciones y que una vez empeñado lo habían sostenido como demostraban sus bajas y los daños sufridos.
De manera similar, Lobo achacó a la "falta de habilidad de algunos comandantes que nunca habían visto acción antes" que pese a la superioridad de sus fuerzas, a lo extenso de la acción y a que se efectuó en aguas abiertas no lograra destruir o capturar ningún buque adversario. Sin embargo, los mandos medios acusaban a Lobo de exceso de prudencia, como demostró en combate al no desprender una división contra las cañoneras y tras la acción, al retirarse y dividir su escuadra.